# Ferulago abbreviata
Ferulago abbreviata är en flockblommig växtart som beskrevs av C.C.Towns. Ferulago abbreviata ingår i släktet Ferulago och familjen flockblommiga växter. Inga underarter finns listade i Catalogue of Life.